# Estación de Ollargan
Ollargan es una estación ferroviaria situada en el municipio español de Arrigorriaga en la provincia de Vizcaya, comunidad autónoma del País Vasco. Forma parte de la línea C-3 de Cercanías Bilbao operada por Renfe.

## Situación ferroviaria
La estación se encuentra en el punto kilométrico 245,8 de la línea férrea de Castejón a Bilbao por Logroño y Miranda de Ebro a 41 metros de altitud.

## La estación
El 1 de marzo de 1863 con la apertura del tramo Bilbao-Orduña de la línea férrea que pretendía unir Castejón con Bilbao por de la Compañía del Ferrocarril de Tudela a Bilbao se construyó un cargadero en Ollargan, que no se corresponde con la instalaciones que existen actualmente.
Dispone de dos andenes, uno lateral y otro central y de cinco vías. Otra cuatro vías acceden a unas naves de mantenimiento. 

## Servicios ferroviarios

### Cercanías
Los trenes de la línea C-3 de la red de Cercanías Bilbao que opera Renfe tienen parada en la estación. Entre semana la frecuencia media es de un tren cada veinte minutos, reduciéndose los fines de semana a una media de un tren cada treinta  minutos. Algunos trenes CIVIS tienen parada en la estación.
| procedencia/destino | < estación | Línea | estación >        | destino/procedencia |
| ------------------- | ---------- | ----- | ----------------- | ------------------- |
| Bilbao Abando       | La Peña    |       | Bidebieta-Basauri | Orduña              |